# Sança Asnar
Sança Asnar (Comtat d'Aragó, ss. IX-X) va ser una noble aragonesa.
Nascuda probablement a la segona meitat del segle ix, va ser filla d'Asnar II Galí, comte d'Aragó, i d'Ònnega Garcés, filla del rei Garcia Ènnec de Pamplona. Se la coneix pel seu matrimoni amb Muhàmmad al-Tawil, valí de la ciutat d'Osca i, posteriorment, també de Lleida. Del matrimoni en van néixer cinc fills: Abd-al-Màlik, Amrús, Fortun, Mussa i Belsasquita.